# Горган
Горган (перс. گرگان) је град Ирану у покрајини Горган. Према попису из 2006. у граду је живело 274.438 становника.

## Становништво
Према попису, у граду је 2006. живело 274.438 становника.
| 1986.   | 1991.   | 1996.   | 2006.   |
| ------- | ------- | ------- | ------- |
| 139.430 | 162.468 | 188.710 | 274.438 |